# Горска блатна костенурка
Горската блатна костенурка (Glyptemys insculpta) е вид влечуго от семейство Блатни костенурки (Emydidae). Видът е застрашен от изчезване.

## Разпространение и местообитание
Разпространен е в Канада и САЩ.